# 福島新吾
福島 新吾（ふくしま しんご、1921年〈大正10年〉5月2日 - 2013年〈平成25年〉5月1日）は、日本の政治学者。専修大学名誉教授。政治学原論専攻。

## 略歴
1921年、福島喜三次の四男として東京に生まれる（母〈1893-1981〉は明治期の外交官杉村濬の長女）。
太平洋戦争中に学徒出陣を経験した後、1947年東京帝国大学法学部政治学科を卒業。東京大学社会科学研究所助手（1947-54年）を経て専修大学に移り、1960年より専修大学法学部教授。同法学部長を務めた。
「九条科学者の会」呼びかけ人を務めていた。
従兄（母の妹の長男）に作曲家・音楽評論家の柴田南雄がいる。
2013年5月1日に肺炎のため死去。91歳没。

## 著書

### 単著
- 『非武装の追求―現代政治における軍事力』サイマル出版会、1969年
- 『日本の「防衛」政策』東京大学出版会、1981年
- 『非武装のための軍事研究―戦争と平和の論理』彩流社、1982年
- 『日本の政治指導と課題の詳細』未來社、1992年
- 『「学徒出陣」落第記』オリジン出版センター、1993年
- 『時代との対話』西田書店、1998年

### 共著
- 『核・軍縮問題のわかる本―核戦争が近づいている 軍縮への道』藤井治夫共著、労働教育センター［総評文庫］、1982年